# Georgios Altouvas
Georgios Altouvas (Atene, 28 settembre 1973) è un arcivescovo cattolico greco, dal 14 settembre 2020 arcivescovo metropolita di Corfù, Zante e Cefalonia ed amministratore apostolico di Salonicco.

## Biografia
Georgios Altouvas è nato il 28 settembre 1973 nella capitale Atene, periferia dell'Attica ed arcidiocesi di Atene.

### Formazione e ministero sacerdotale
Dal 1979 ha frequentato la scuola elementare, il ginnasio ed il liceo presso la Scuola cattolica "Leontios " a Patissa, sotto la direzione dei fratelli maristi, dove si è diplomato nel 1991. Sentendo maturare la vocazione al sacerdozio, nel 1992 si è trasferito in Italia per studiare presso la Facoltà Teologica Pugliese di Bari, ospite del Pontificio Seminario Regionale Pugliese "Pio XI" di Molfetta, conseguendo il baccalaureato il filosofia e teologia nel 1997.
È stato ordinato diacono il 5 ottobre 1997, presso la chiesa di San Luca a Īrakleio (Attica), sua parrocchia di appartenenza, per imposizione delle mani di Nikólaos Foskolos, arcivescovo di Atene. Poco dopo è tornato in Italia per iscriversi presso il Pontificio Istituto di Spiritualità Teresianum con sede a Roma, conseguendovi la licenza nel 1999.
Rientrato brevemente in patria, ha ricevuto l'ordinazione sacerdotale il 3 ottobre 1998, presso la cattedrale di San Dionigi l'Areopagita ad Atene, per imposizione delle mani dello stesso monsignor Foskolos; si è incardinato, venticinquenne, come presbitero dell'arcidiocesi di Atene.
Terminati gli studi, il 31 dicembre 1999 gli è stato affidato il primo incarico pastorale come vicario parrocchiale della cattedrale di Atene e nel 2000 quello di sostituto parroco della chiesa di San Luca a Irakleio (Attica). Nel 2001 è divenuto poi vicario della chiesa di Santa Barbara, con giurisdizione sulle città di Laurio e Voula, nonché responsabile per la pastorale dei giovani dell'arcidiocesi di Atene. Nel 2011 è stato nominato vicario assistente della cattedrale di Atene, divenendone parroco nel 2015. 
In ambito diocesano, nel 2007 è divenuto membro del collegio dei consultori, nel 2013 giudice del tribunale ecclesiastico diocesano e nel 2014 direttore nazionale delle Pontificie opere missionarie e del comitato sinodale, tutti incarichi svolti fino alla promozione all'episcopato. Oltre a ciò, dal 2001 è stato insegnante di religione presso la scuola cattolica "Leontios" a Nea Smyrnī, avendo insegnato anche presso la scuola greco-francese di San Giuseppe a Pefki dal 2016 al 2019.

### Ministero episcopale
Il 14 settembre 2020 papa Francesco lo ha nominato, due settimane prima che compisse quarantasette anni, arcivescovo metropolita di Corfù, Zante e Cefalonia ed amministratore apostolico del vicariato apostolico di Salonicco; in entrambi gli incarichi è succeduto all'ottantenne Yannis Spiteris, O.F.M.Cap., dimissionario per raggiunti limiti d'età dopo quasi diciotto anni di governo pastorale. In origine, la consacrazione episcopale sarebbe dovuta avvenire il 14 novembre seguente e l'ingresso in arcidiocesi il 22 novembre, ma entrambe le cerimonie sono state posticipate a causa della pandemia di COVID-19.
Ha ricevuto la consacrazione episcopale il 7 febbraio 2021, presso la cattedrale di San Dionigi l'Areopagita ad Atene, per imposizione delle mani di Sevastianos Rossolatos, arcivescovo di Atene, assistito dai co-consacranti Savio Hon Tai-Fai, arcivescovo titolare di Sila e nunzio apostolico in Grecia, e Nikólaos Foskolos, arcivescovo emerito di Atene e che già lo aveva ordinato diacono e sacerdote. Ha preso possesso dell'arcidiocesi durante una cerimonia che si è svolta presso la cattedrale dei Santi Giacomo e Cristoforo a Corfù il successivo 14 febbraio. Come suo motto episcopale ha scelto Omnia amando donantur, che tradotto vuol dire "Amare è donare tutto", che è una frase di Santa Teresa di Gesù Bambino, a lui molto cara.
Oltre al greco, parla correntemente italiano, inglese e francese.

## Genealogia episcopale
La genealogia episcopale è:
- Cardinale Scipione Rebiba
- Cardinale Giulio Antonio Santori
- Cardinale Girolamo Bernerio, O.P.
- Arcivescovo Galeazzo Sanvitale
- Cardinale Ludovico Ludovisi
- Cardinale Luigi Caetani
- Cardinale Ulderico Carpegna
- Cardinale Paluzzo Paluzzi Altieri degli Albertoni
- Papa Benedetto XIII
- Papa Benedetto XIV
- Papa Clemente XIII
- Cardinale Marcantonio Colonna
- Cardinale Giacinto Sigismondo Gerdil, B.
- Cardinale Giulio Maria della Somaglia
- Cardinale Carlo Odescalchi, S.I.
- Vescovo Eugène de Mazenod, O.M.I.
- Cardinale Joseph Hippolyte Guibert, O.M.I.
- Cardinale François-Marie-Benjamin Richard
- Cardinale Pietro Gasparri
- Arcivescovo Angelo Rotta
- Arcivescovo Giovanni Francesco Filippucci
- Vescovo Georges Xenopulos, S.I.
- Arcivescovo Ioánnis Perrís
- Arcivescovo Nikólaos Foskolos
- Arcivescovo Sevastianos Rossolatos
- Arcivescovo Georgios Altouvas